# Rue du Saint-Sacrement
La rue du Saint-Sacrement est une voie de Montréal.

## Situation et accès
Cette petite rue historique d'axe est-ouest est située dans le Vieux-Montréal.  

## Origine du nom
Des processions religieuses pendant lesquelles on transportait le saint sacrement, sont à l'origine du nom de cette rue. 

## Historique
En juillet 1672, François Dollier de Casson, supérieur du Séminaire de Saint-Sulpice, redessine la trame urbaine de Ville-Marie. 
La « rue du Saint-Sacrement » est créée en 1692, à la requête du gouverneur Frontenac en même temps que la rue Saint-Jean.
Au XVIIe siècle, on retrouve près de cette rue un reposoir où l’on se rend lors des processions religieuses pendant lesquelles on transporte le saint sacrement, d'où l'origine du nom de la rue. 
Au XIXe siècle, on retrouve sur cette rue les activités économiques qui soutiennent le rôle de métropole financière que joue alors Montréal. En plus d'être au cœur des télécommunications de tout le Canada, cette rue héberge les bureaux de l'influent Montreal Board of Trade. 

## Bâtiments remarquables et lieux de mémoire

### Côté impair

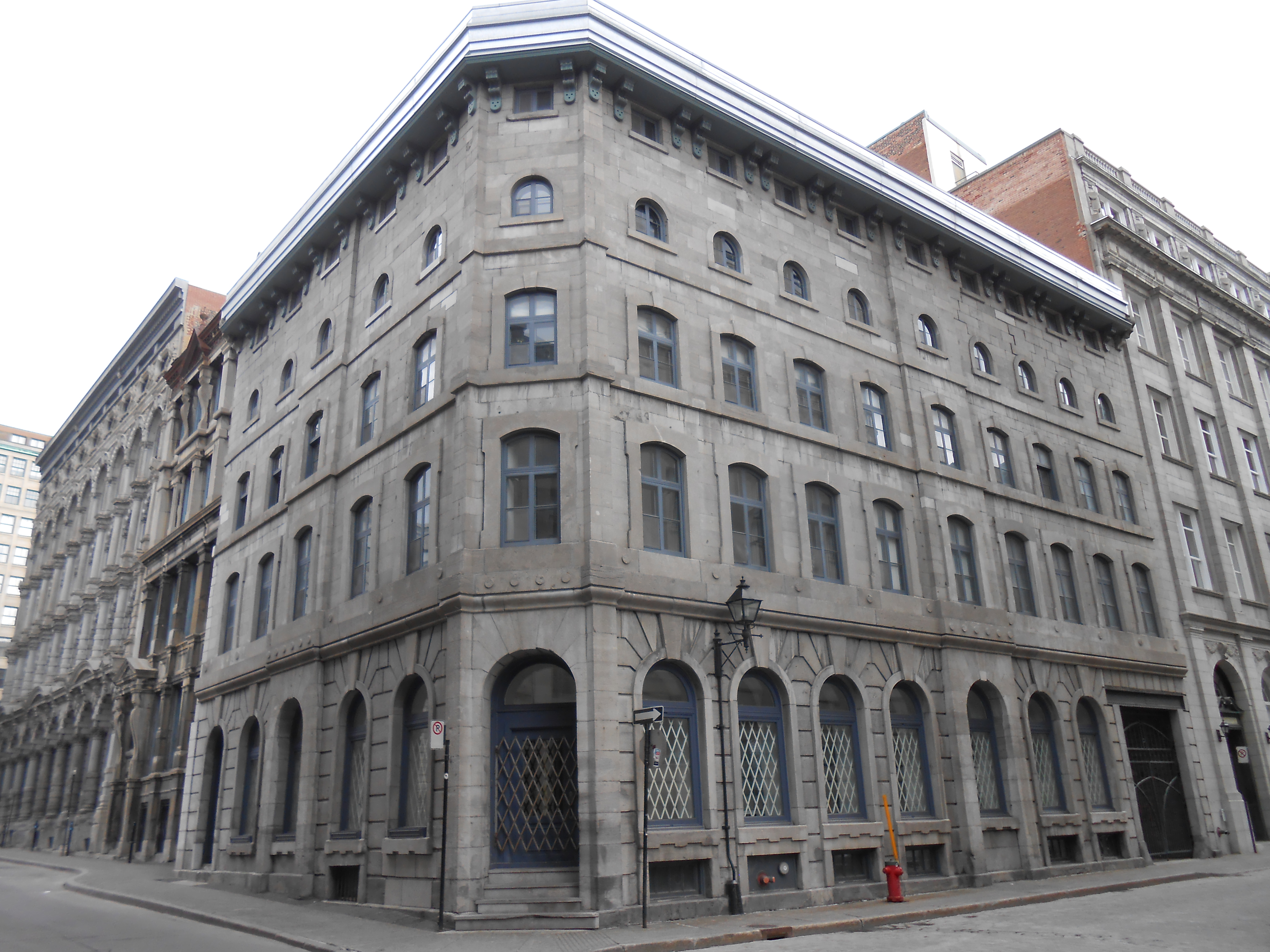
325 : Thomas-Philippe-Barron
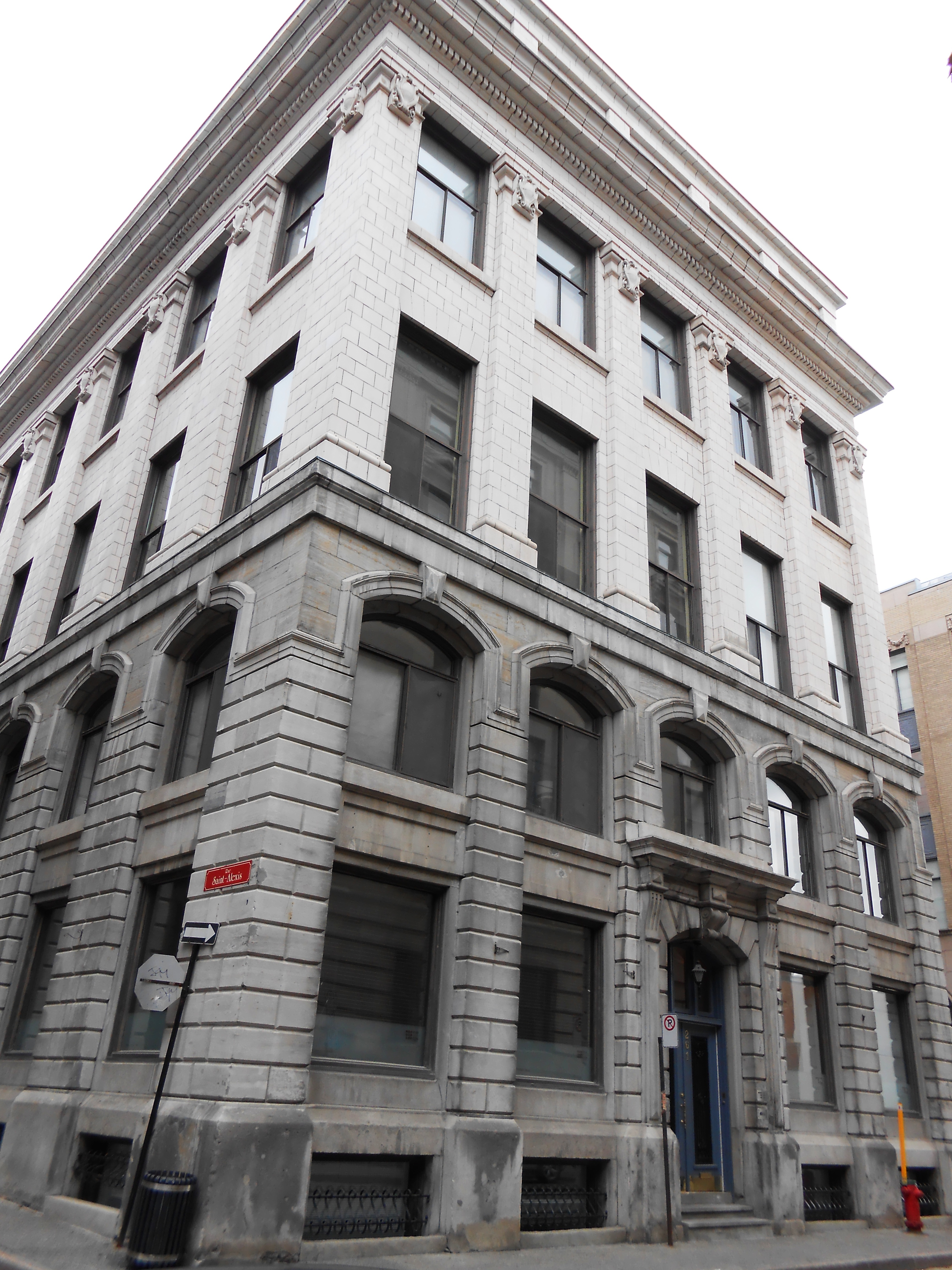
261 : Lake of the Woods
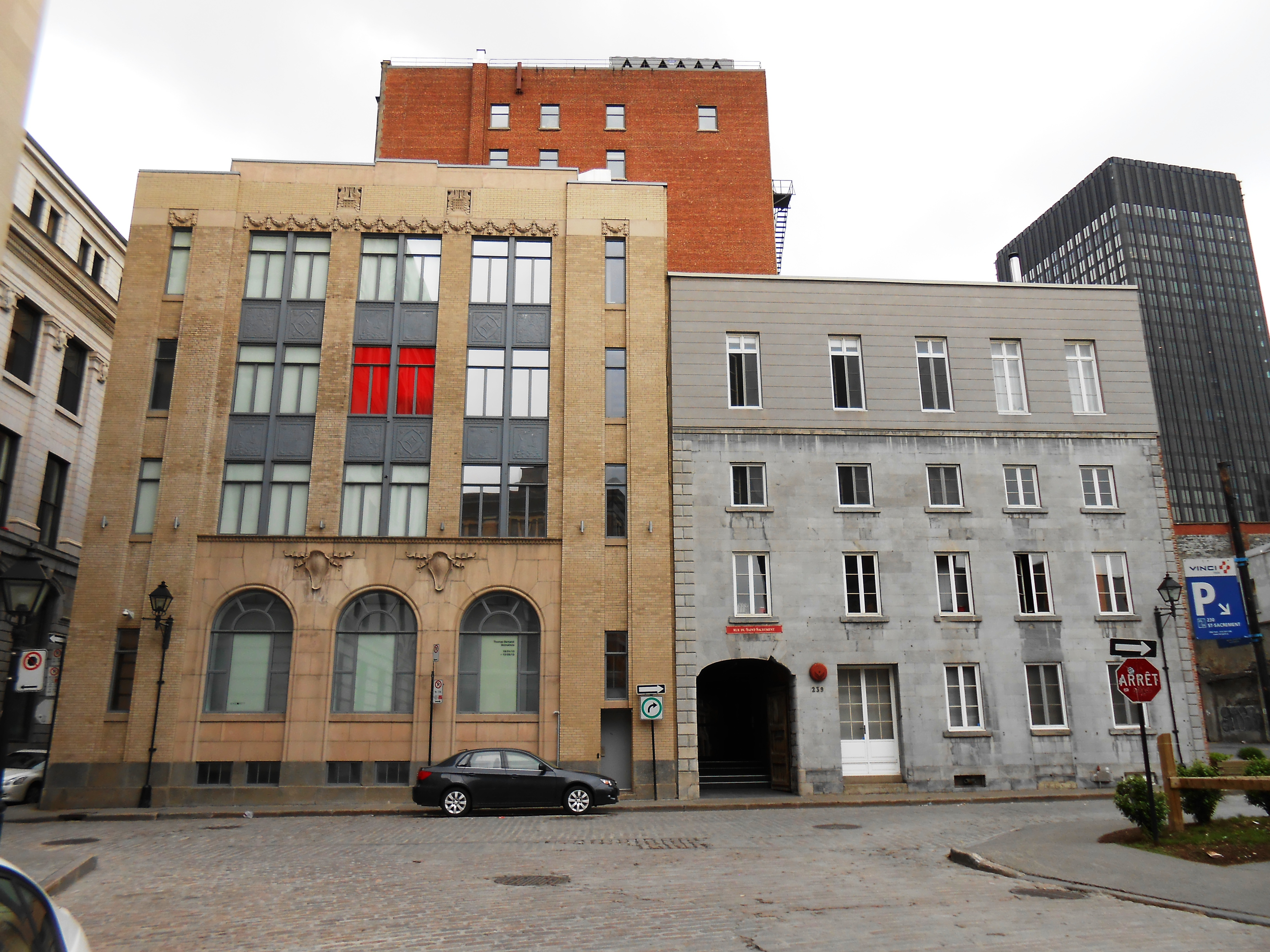
Robert Hampson & Son 239 : Walter-Benny
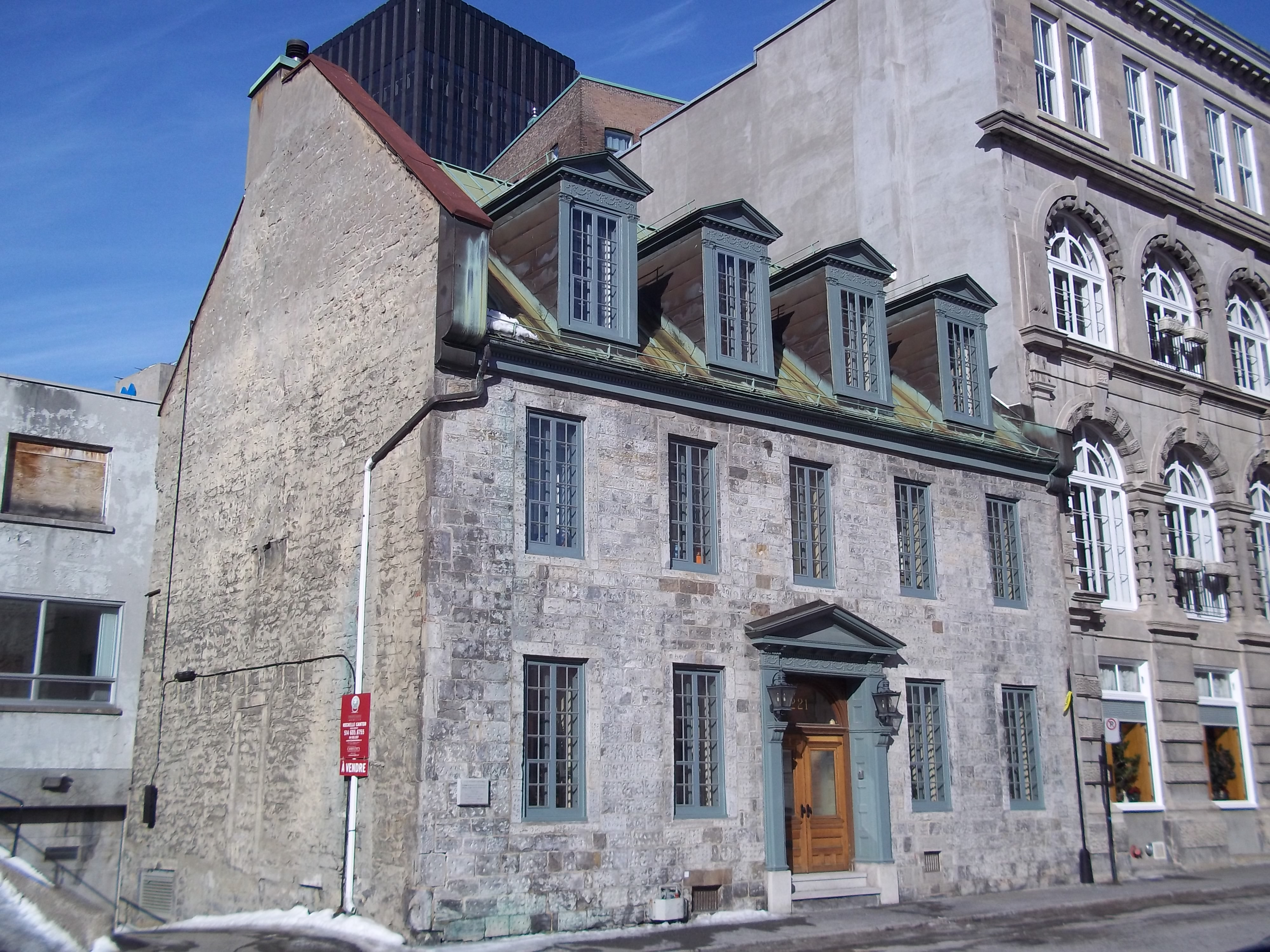
221 : Silvain-Laurent dit Bérichon
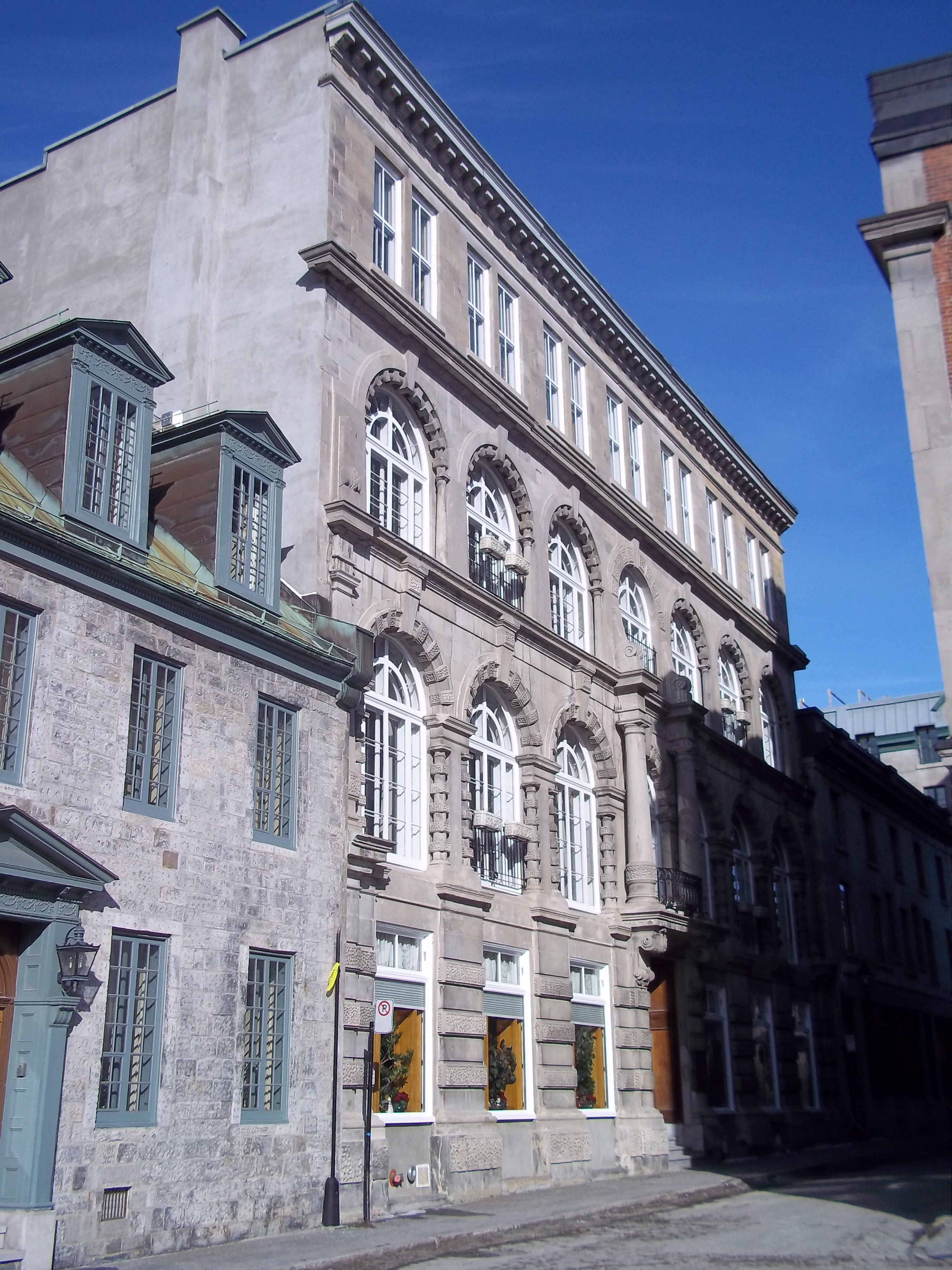
211 : Merchants Exchange

### Côté pair

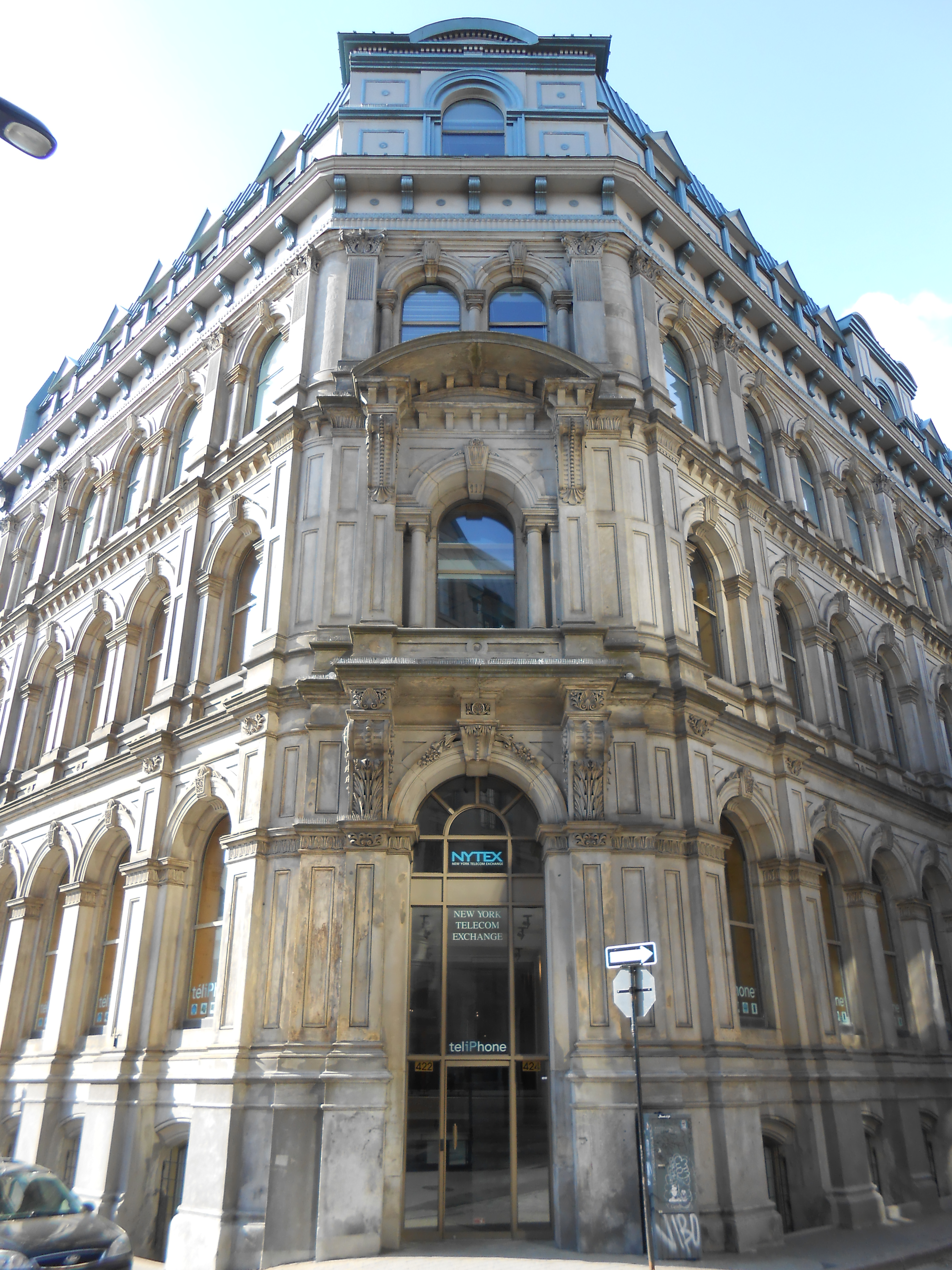
204 : Montreal Telegraph
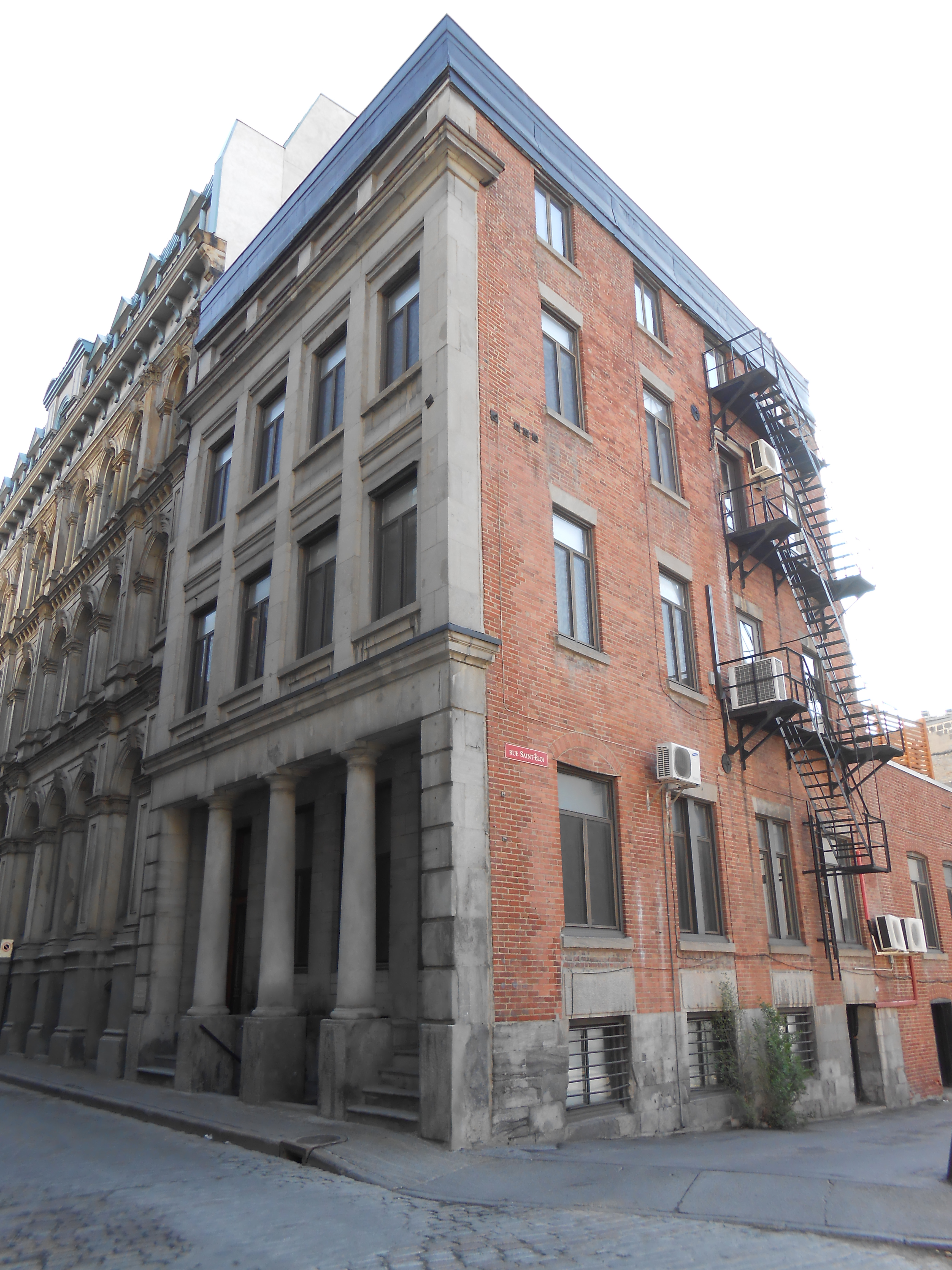
212-214 : Joseph-Knapp
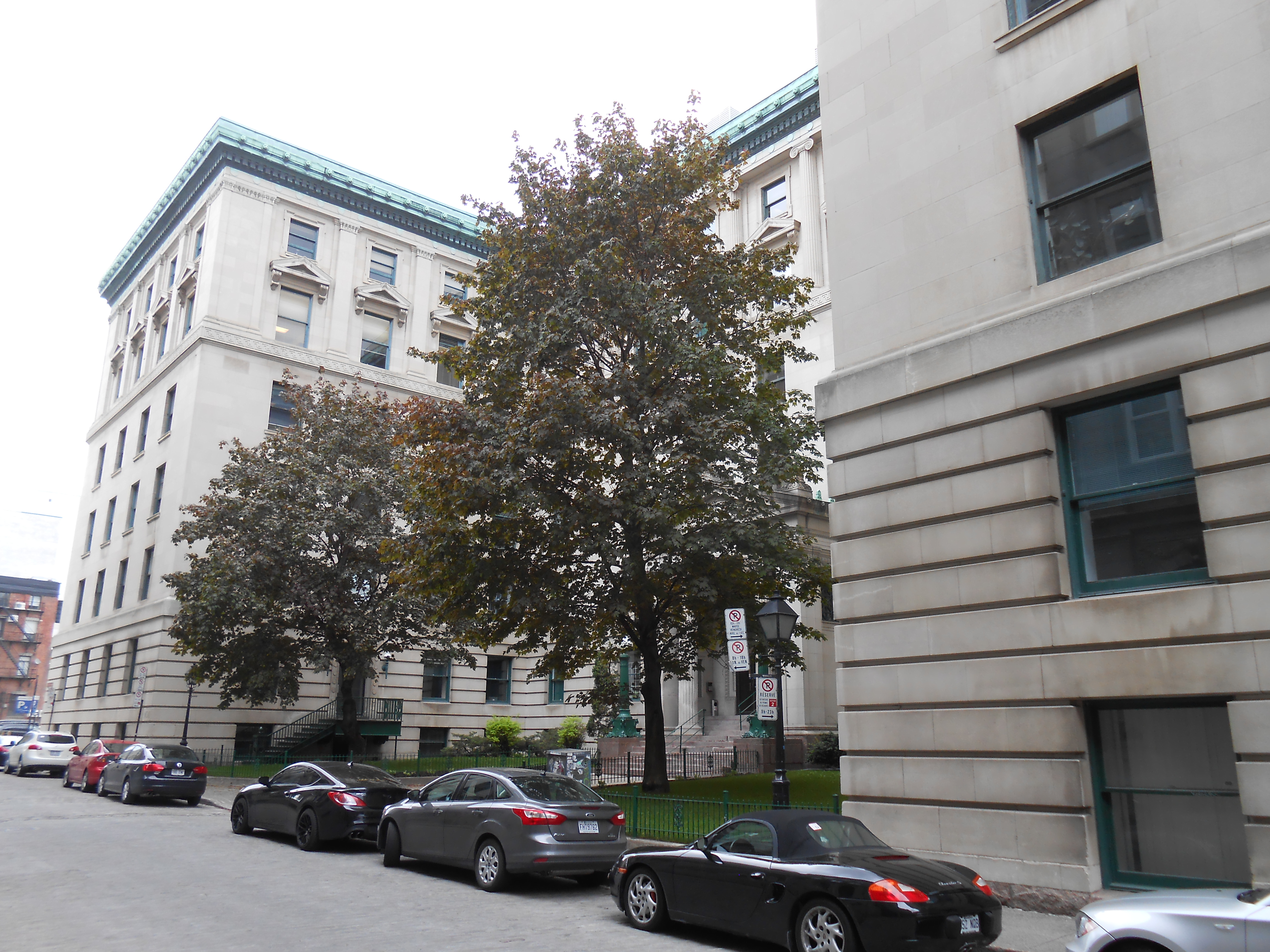
300 : Montreal Board of Trade

## Sources
- Ville de Montréal, Les rues de Montréal. Répertoire historique, Édition Méridien, Montréal, 1995